# Ouelleminden

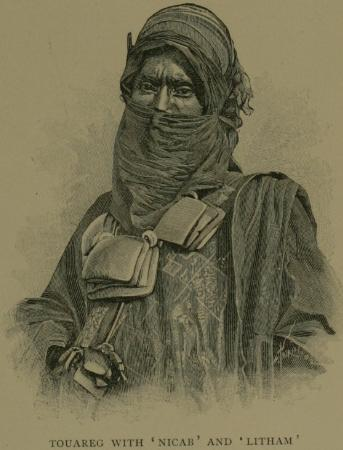
Dessin français d'un Touareg portant le Tajelmust réalisé dans les années 1890.

Les Ouelleminden constituent une des confédérations touarègues (ettebel) établies au Sahel et au Sahara. Appelés aussi Dag Eshaykh ou encore Alkanata, ils habitent principalement le Niger et le Mali et parlent un dialecte du  tamajeq : le tawellemmet.

## Variantes orthographiques
Les variantes orthographiques des Touaregs Ouelleminden sont très nombreuses : Oulliminden, Ioullemiden, Iwellemmeden, Iwllemmedan, Iwellemmedan,  Iwlemmeden, Ioullimmiden, Aoullimmiden, Ioullemeden, Ioullemmeden, Illoumiden, Ioullimmiden, Iullemmeden, Oulmîden, Ioulemeddène,  etc.

## Histoire
Les Ouelleminden auraient quitté l'Adrar des Ifoghas vers le XVIe siècle après une sécheresse qui avait frappé la zone pour ensuite s'établir dans la zone le long du fleuve Niger plus fertile et plus riche. Selon d'autres sources les iwellimiden (Ouellemiden) auraient quitté la région de l'Adagh appelé alors Tadamakket après une dispute avec la confédération touarègue qui portait même nom. Et cette confédération fut dirigée  par les plusieurs tribus qui sont l'actuel aristocratie touarègue de Tombouctou appelée aussi imoushagh de Tombouctou et qui sont:
- iraganaten
- tenger egef
- kel-tamouleyt
- tellem édés
- igaweddaren

Vers la fin du XVIIIe siècle, une deuxième dispute successorale entraîne une scission de la confédération. On parle désormais des Ouelleminden Kel Ataram (« ceux de l'ouest ») et des Ouelleminden Kel Denneg (« ceux de l'est »). Contrairement à la plupart des autres confédérations touarègues (Kel Ahaggar, Kel Ajjer, Kel Aïr et Tingeregef), les Ouelleminden ne sont pas rattachés à un massif montagneux.

## Les Kel Denneg / igaraygarayan
Les Kel Denneg (variante Kel Dinnik) se trouvent dans la région de l'Azawagh ⴰⵣⴰⵓⴰⵗ au Niger, vers Tchintabaraden  Abalak   et Tahoua.
Ils formaient l'importante confédération Kel Denneg, appelé aussi ⵜⴰⴳⴰⵔⴰⵢⴳⴰⵔⴰⵢⵜ la Tagaraygarayt, dont la chefferie (ettebel ") était détenue par le groupe des Kel Nan, établie près de Tchintabaraden et dont l'imamat est détenu par le groupe Kel eghlal établi près de Abalak  (voir la liste des chefs touaregs de l'Azawagh .  
La confédération Kel Denneg est constituée de cinq tribus (en fait fédérations de tribus) dirigées par des chefs de tribus désignés au sein des tribus imajeghan  Kel Nan, Irrawellan et Tellemediz (var. Tellemidest )  et des inesleman Kel Eghlal et Ayt Awari Seslem.
Après la révolte des Touaregs en 1916, l'administration française supprime la fonction d'amenokal chez les Kel Denneg.
Outre les Kel Nan, les Irrawellan et les Tellemediz, les autres tribus imajighan sont :
- Les Tiggirmat ;
- Les Ikhekheren.

Une autre tribu d'inesliman :
- Les Daghmenna[3].

## Les Kel Ataram
Leur zone d'établissement est centrée sur la ville de Ménaka au Mali.
Les tribus guerrières imajaghan sont :
- Les Tahabanaten ;
- Les Ighatafan.
- Kel Telateyte (tribu détentrice de l'Ettebel de commandement et du rôle d'amenokal)
- Kel Taguiwalt
- Kel Ahara
- Ibawen
- Ibelghawe
- Kel Agays
- Kel Elwat
- Tamezghidat
- Idaragagan
- Ikarabasan
- Kel Tabankort
- Kel Tebonant
- Tengaregadesh(Kel takabot , Kel tekniwin , Kel arsensi , takhdibeben , Kel Tilaquisem)
- Kel taytoq
- Targhaytamout Kel Agayoq
- Targhaytamout Kel adagh
- Ifughas imajaghan
- Imiligazan
- Kel Tetarast
- Kel Tarbint
- Ighowadaghan

À eux sont rattachées les tribus maraboutiques dont la plus célèbre est celle des Kel Essouk qui se divise en plusieurs branches dont celle des Kel Essouk Kel Egadesh établie près de Gao ayant donné de grands hommes de lettres comme Ghozeymaten , Salihu , Azabzab et les kel Essouk Kel azagh établis à la frontière Nigéro-Malienne très proche de la tribu guerrière  des kel Tebonant et de la tribu de commandement des Kel Telateyte et ayant donné de grand érudit touareg comme   Azim Zim Ag Hanza resté dans les mémoires véritable pôle intellectuel du Monde Touareg homme de paix depuis son campement de Tchintrakade près de ménaka il a été à côté de l'aménokals Alinsar Au cours de son règne et de son fils Fihrun pendant sa lutte contre la pénétration coloniale française galvanisant les troupes de par sa présence religieuse et ses enfants dont  Mohamed Ahmed Ag Azim zim, Marikiti Ag Azim zim furent aussi de grands érudits. Leur chef actuel est ishriff Ag Mohamed Ahmed.
Bajan Ag Hamatou, député de Ménaka, est l'aménokal des Touaregs (Imajaghan) de la région. D'autres tribus touaregs de la région de Menaka notamment la communauté Idaksahak qui reste majoritaire, ne reconnaissent plus la chefferie traditionnelle des Iwilliliden et cela après plusieurs batailles remportées contre les Kel Talatayt dans la région de Menaka. La plus grande défaite des Imajaghan contre Idaksahak est celle de Khawlata .